# Васильевка (Воронокское сельское поселение)
Васильевка — поселок в Стародубском муниципальном округе Брянской области.

## География
Находится в южной части Брянской области на расстоянии приблизительно 21 км по прямой на юг от районного центра города Стародуб.

## История
Возник в конце XIX века как хутор. В XX веке действовал спиртозавод. До 1964 года назывался поселок при Васильевском спиртозаводе (Васильевский), позднее просто поселок Васильевский. Ныне спиртозавод закрыт и разрушен. На карте 1941 года отмечен был как винзавод. До 2020 года входил в состав Воронокского сельского поселения Стародубского района до их упразднения.

## Население
Численность населения: 103 человека в 2002 году (русские 97 %), 59 в 2010.